# Gran Premio di Monaco 2017
Il Gran Premio di Monaco 2017 è stata la sesta prova della stagione 2017 del campionato mondiale di Formula 1. La gara, corsa domenica 28 maggio 2017 sul circuito di Monte Carlo a Monaco, è stata vinta dal tedesco Sebastian Vettel su Ferrari, al suo quarantacinquesimo successo nel mondiale. Vettel ha preceduto sul traguardo il suo compagno di squadra, il pilota finlandese Kimi Räikkönen ed il pilota australiano Daniel Ricciardo su Red Bull Racing-TAG Heuer.
Questo Gran Premio segna l'ultima gara in F1 per Jenson Button.

## Vigilia

### Aspetti tecnici
È prevista una sola zona in cui i piloti possono attivare il DRS, posta lungo il rettifilo dei box. Il detection point, ovvero il punto per la determinazione del distacco tra i piloti, necessario per consentire l'uso del dispositivo, è stabilito poco prima della curva Rascasse.
Per questa gara la Pirelli, fornitrice unica degli pneumatici, porta l'opzione di gomme ultrasoft, supersoft e soft. Da questa gara, per la prima volta in stagione, la scelta del numero di set dei diversi tipi di mescola, da portare, spetta alle singole scuderie.
A seguito del grave incidente accaduto al pilota inglese Billy Monger in una gara di F4 la FIA impone ai costruttori la modifica della zona di attacco dei diffusori, alla zona del cambio. Vengono alzati i cordoli, in prossimità della chicane della Piscina, al fine di evitare dei tagli di traiettoria. Sulla pista, in diversi punti, è stato inoltre steso un nuovo asfalto.
La Red Bull Racing presenta, da questa gara, l'appendice aerodinamica denominata T wing.

### Aspetti sportivi
A seguito del contatto con Felipe Massa nel corso del Gran Premio precedente, il pilota della McLaren, Stoffel Vandoorne viene penalizzato di tre posti in griglia.
L'altro pilota della McLaren, Fernando Alonso, annuncia che parteciperà alla 500 Miglia di Indianapolis, al volante di una Dallara-Honda, gestita dalla McLaren, con il supporto del team di Michael Andretti. La scuderia britannica aveva partecipato, per l'ultima volta, alla gara statunitense nel 1976, vinta con Johnny Rutherford. Vista la contemporaneità con il Gran Premio di Monaco la McLaren indica, come suo sostituto, la terza guida Jenson Button, già pilota del team dal 2010 al 2016. Button, nonostante avesse deciso di abbandonare la F1 già al termine della passata stagione, è rimasto comunque nella scuderia di Woking nelle vesti di terzo pilota e "ambasciatore" del team e si era reso disponibile a rimpiazzare uno dei due piloti titolari in caso di necessità. Jenson ha corso 305 Gran Premi, con 15 vittorie, 8 pole position, 8 giri veloci, 50 podi e il titolo mondiale nel 2009.
La scuderia statunitense Haas presenta, da questa gara, una nuova livrea, per la sua monoposto. La nuova colorazione prevede la presenza del grigio in luogo del rosso. La Renault celebra i suoi 40 anni nella massima formula (debutto nel Gran Premio di Gran Bretagna 1977), facendo provare il tracciato ad Alain Prost e Jean-Pierre Jabouille, ex piloti della casa francese, rispettivamente alla guida di una Renault RE40 e una Renault RS01.
L'ex pilota di Formula 1, il britannico Derek Warwick, è nominato commissario aggiunto per la gara. Ha svolto già in passato tale funzione, l'ultima al Gran Premio d'Australia. Warwick fu steward anche nell'edizione 2014 della gara monegasca.

## Prove

### Resoconto
Nella prima sessione di libere Lewis Hamilton ottiene, con le ultrasoft, un tempo inferiore alla pole position della stagione 2016. Il britannico precede di 196 millesimi Sebastian Vettel. Al terzo posto s'inserisce Max Verstappen, che però ha perduto parte della sessione dopo aver danneggiato il fondo della sua vettura passando al di sopra di un cordolo. Dietro all'olandese ha chiuso Bottas, seguito da Ricciardo e Daniil Kvjat, che ha utilizzato la mescola supersoft.
Romain Grosjean ha effettuato un testacoda alla curva della Santa Devota, mentre non ha potuto effettuare giri cronometrati Nico Hülkenberg, per problemi alla batteria della sua Renault. Anche Marcus Ericsson è stato limitato nell'impegno a soli 3 giri, per la rottura della trasmissione della Sauber.
Sebastian Vettel, nella sessione pomeridiana, ottiene il nuovo record della pista. Il tedesco precede Daniel Ricciardo, e l'altro pilota della Ferrari, Kimi Räikkönen. Al quarto e al quinto posto si classificano le due Toro Rosso, che precedono Verstappen, che è stato penalizzato da un problema al volante, impossibilitato a inviare le informazioni sulle marce. La temperatura dell'asfalto è aumentata di 10 gradi, rispetto alle libere del mattino.
Le Mercedes hanno chiuso con l'ottavo e decimo tempo, facendo segnare tempi peggiori rispetto a quelli della prima sessione. La sessione stessa è stata interrotta con bandiere rosse, per un incidente di Lance Stroll al Massenet. Anche Esteban Ocon ha perduto il controllo della sua vettura, dopo il tornate della Vecchia Stazione, potendo però rientrare autonomamente ai box. Infine Ericsson ha toccato il guard-rail al Casino, ma anch'egli senza riportare troppi danni alla monoposto. Jolyon Palmer, della Renault, è stato limitato, in sessione, da un cedimento del propulsore. Al termine delle prove la McLaren sostituisce la MGU-H e il turbo sulla vettura di Jenson Button, che viene così penalizzato di 15 posizioni sulla griglia di partenza. Altre sostituzioni, già previste, avvengono anche sulla vettura del compagno di team Vandoorne, che però non subisce altre penalizzazioni, oltre a quella già prevista, per l'incidente in Spagna con Massa.
Al sabato Vettel batte ancora il record del tracciato, precedendo di tre decimi il compagno di team, Räikkönen. L'asfalto del circuito non consuma particolarmente le gomme, tanto che i piloti possono inanellare diverso giri rapidi, anche con gomme di mescola ultrasoft. Terzo si è posto Valtteri Bottas, con la Mercedes che ha maggiore difficoltà a mandare in temperatura gli pneumatici. Ocon è stato nuovamente protagonista di un incidente, nella zona delle Piscine. I danni alla sua monoposto hanno messo in dubbio la sua partecipazione alla sessione di qualifiche.

### Risultati
Nella prima sessione del giovedì si è avuta questa situazione:
| Pos | Nº | Pilota           | Costruttore               | Tempo    | Gap    | Giri |
| --- | -- | ---------------- | ------------------------- | -------- | ------ | ---- |
| 1   | 44 | Lewis Hamilton   | Mercedes                  | 1'13"425 |        | 40   |
| 2   | 5  | Sebastian Vettel | Ferrari                   | 1'13"621 | +0"196 | 34   |
| 3   | 33 | Max Verstappen   | Red Bull Racing-TAG Heuer | 1'13"771 | +0"346 | 32   |

Nella seconda sessione del giovedì si è avuta questa situazione:
| Pos | Nº | Pilota           | Costruttore               | Tempo    | Gap    | Giri |
| --- | -- | ---------------- | ------------------------- | -------- | ------ | ---- |
| 1   | 5  | Sebastian Vettel | Ferrari                   | 1'12"720 |        | 38   |
| 2   | 3  | Daniel Ricciardo | Red Bull Racing-TAG Heuer | 1'13"207 | +0"487 | 35   |
| 3   | 7  | Kimi Räikkönen   | Ferrari                   | 1'13"283 | +0"563 | 46   |

Nella sessione del sabato mattina si è avuta questa situazione:
| Pos | Nº | Pilota           | Costruttore | Tempo    | Gap    | Giri |
| --- | -- | ---------------- | ----------- | -------- | ------ | ---- |
| 1   | 5  | Sebastian Vettel | Ferrari     | 1'12"395 |        | 23   |
| 2   | 7  | Kimi Räikkönen   | Ferrari     | 1'12"740 | +0"345 | 26   |
| 3   | 77 | Valtteri Bottas  | Mercedes    | 1'12"830 | +0"435 | 29   |

## Qualifiche

### Resoconto
Già in Q1 tutti i piloti sfruttano due giri di riscaldamento delle gomme, prima di cercare la prestazione più veloce. Tutte le vetture affrontano subito le prove, per evitare il traffico e possibili incidenti. La lotta per il primo posto coinvolge, oltre a Bottas e Ferrari, anche le Red Bull Racing. Lewis Hamilton presenta maggior difficoltà a essere competitivo, mentre lo sono le Toro Rosso e le McLaren. Romain Grosjean è autore di un testacoda, ma senza conseguenze per la vettura e il pilota. Vengono eliminati, al termine della fase, le due Sauber, Esteban Ocon, Jolyon Palmer e Lance Stroll.
Anche nella seconda fase tutti i piloti si portano subito in pista, tranne le Red Bull e Felipe Massa. Le due Mercedes optano per un solo giro di riscaldamento, prima di cercare il tempo, mentre gli altri ne affrontano due in fila. Lewis Hamilton continua a soffrire problemi di aderenza, mentre Grosjean effettua ancora un testacoda, questa volta alla Santa Devota. Il francese ha il sesto tempo, ma poi colpisce i guard-rail. Con l'ultimo tentativo Hamilton cerca di passare in Q3, ma poco prima di segnare il tempo Stoffel Vandoorne termina a muro alle Piscine: l'esposizione delle bandiere gialle non permette al britannico di migliorarsi, e così esce dalla fase decisiva. Oltre a lui vengono eliminati anche Daniil Kvjat, Nicolas Hülkenberg, Kevin Magnussen e Felipe Massa.
La fase finale vede al via solo nove vetture, in quanto Vandoorne ha danneggiato irreparabilmente la sospensione anteriore destra della sua McLaren. Kimi Räikkönen si pone al comando, davanti a Daniel Ricciardo, staccato di sette decimi. Anche Vettel non riesce a battere il tempo del suo compagno di scuderia, dopo avere rallentato nel secondo settore. Poco dopo è Bottas a portarsi al secondo posto, staccato di soli due decimi dal suo connazionale. Nell'ultimo tentativo torna secondo Vettel, più lento di soli 43 millesimi dal tempo della pole position, mentre Bottas è terzo, staccato di soli due millesimi da Vettel.
Kimi Räikkönen conquista la sua prima pole position dopo oltre 8 anni (l'ultima è stata nel Gran Premio di Francia 2008), mentre una prima fila tutta Ferrari a Montecarlo non si verificava dal 2008. L'intervallo tra le due partenze al palo per Kimi Räikkönen è la più lunga nella storia del mondiale, 8 anni, 11 mesi e 6 giorni, pari a 169 gare.

### Risultati
Nella sessione di qualifica si è avuta questa situazione:
| Pos                         | Nº | Pilota            | Costruttore               | Q1       | Q2       | Q3          | Griglia |
| --------------------------- | -- | ----------------- | ------------------------- | -------- | -------- | ----------- | ------- |
| 1                           | 7  | Kimi Räikkönen    | Ferrari                   | 1'13"117 | 1'12"231 | 1'12"178    | 1       |
| 2                           | 5  | Sebastian Vettel  | Ferrari                   | 1'13"090 | 1'12"449 | 1'12"221    | 2       |
| 3                           | 77 | Valtteri Bottas   | Mercedes                  | 1'13"325 | 1'12"901 | 1'12"223    | 3       |
| 4                           | 33 | Max Verstappen    | Red Bull Racing-TAG Heuer | 1'13"078 | 1'12"697 | 1'12"496    | 4       |
| 5                           | 3  | Daniel Ricciardo  | Red Bull Racing-TAG Heuer | 1'13"219 | 1'13"011 | 1'12"998    | 5       |
| 6                           | 55 | Carlos Sainz Jr.  | Toro Rosso                | 1'13"526 | 1'13"397 | 1'13"162    | 6       |
| 7                           | 11 | Sergio Pérez      | Force India-Mercedes      | 1'13"530 | 1'13"430 | 1'13"329    | 7       |
| 8                           | 8  | Romain Grosjean   | Haas-Ferrari              | 1'13"786 | 1'13"203 | 1'13"349    | 8       |
| 9                           | 22 | Jenson Button     | McLaren-Honda             | 1'13"723 | 1'13"453 | 1'13"613    | PL      |
| 10                          | 2  | Stoffel Vandoorne | McLaren-Honda             | 1'13"476 | 1'13"249 | senza tempo | 12      |
| 11                          | 26 | Daniil Kvjat      | Toro Rosso                | 1'13"899 | 1'13"516 | N.D.        | 9       |
| 12                          | 27 | Nico Hülkenberg   | Renault                   | 1'13"787 | 1'13"628 | N.D.        | 10      |
| 13                          | 20 | Kevin Magnussen   | Haas-Ferrari              | 1'13"531 | 1'13"959 | N.D.        | 11      |
| 14                          | 44 | Lewis Hamilton    | Mercedes                  | 1'13"640 | 1'14"106 | N.D.        | 13      |
| 15                          | 19 | Felipe Massa      | Williams-Mercedes         | 1'13"796 | 1'20"529 | N.D.        | 14      |
| 16                          | 31 | Esteban Ocon      | Force India-Mercedes      | 1'14"101 | N.D.     | N.D.        | 15      |
| 17                          | 30 | Jolyon Palmer     | Renault                   | 1'14"696 | N.D.     | N.D.        | 16      |
| 18                          | 18 | Lance Stroll      | Williams-Mercedes         | 1'14"893 | N.D.     | N.D.        | 17      |
| 19                          | 94 | Pascal Wehrlein   | Sauber-Ferrari            | 1'15"159 | N.D.     | N.D.        | 18      |
| 20                          | 9  | Marcus Ericsson   | Sauber-Ferrari            | 1'15"276 | N.D.     | N.D.        | 19      |
| Tempo limite 107%: 1'18"193 |    |                   |                           |          |          |             |         |

In grassetto sono indicate le migliori prestazioni in Q1, Q2 e Q3.

## Gara

### Resoconto

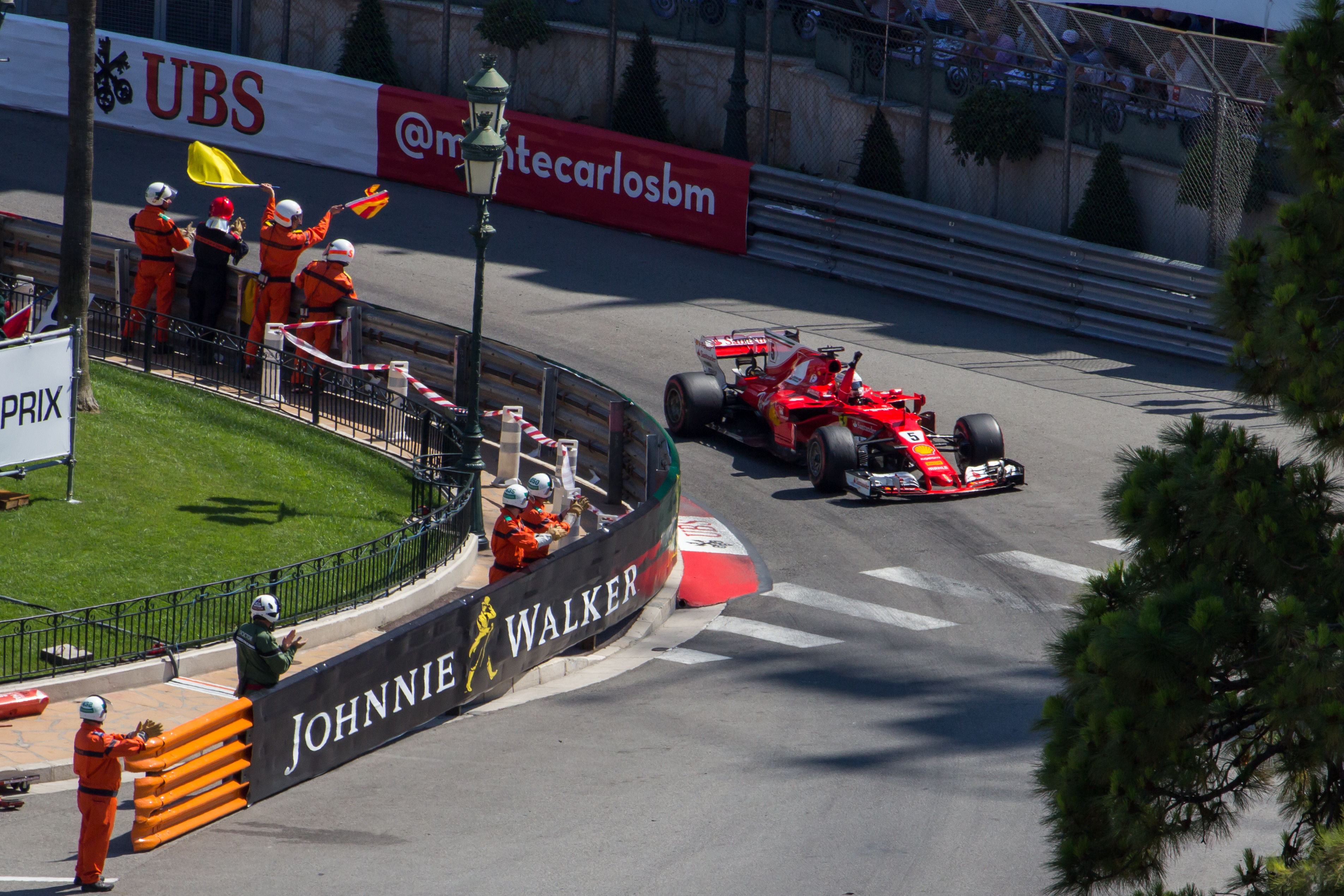
Il vincitore Sebastian Vettel durante il giro d'onore

Al via Kimi Räikkönen mantiene il comando, davanti al compagno di scuderia Sebastian Vettel, che riesce a difendere la seconda piazza da Valtteri Bottas. Seguono poi le due Red Bull Racing, Carlos Sainz Jr. e Romain Grosjean.
Tutte le posizioni rimangono congelate fino al giro 15 quando Nico Hülkenberg (decimo) è costretto al ritiro, per un guasto al cambio. Davanti, Bottas, riesce a ridurre la distanza dalla due Ferrari, rallentate da dei doppiaggi, mentre Max Verstappen sfiora la collisione con le barriere, alla Piscine.
L'olandese è il primo dei piloti di testa ad effettuare la sosta, al giro 32. Un giro dopo tocca a Bottas, e, al giro 35, anche al battistrada, Räikkönen. Daniel Ricciardo attende il trentottesimo passaggio, e rientra in pista terzo, davanti a Bottas, mentre Kimi Räikkönen recupera la seconda posizione.
Sebastian Vettel, ora al comando, effettua il cambio degli pneumatici al giro 39, e rientra in gara ancora primo, davanti al suo compagno di squadra. Chi invece allunga ancora il momento del suo pit stop, è Lewis Hamilton, partito tredicesimo, che sceglie di fermarsi solo al giro 46. Al rientro in pista è settimo, dietro a Carlos Sainz Jr..
Con il passare della gara si forma, alla prima curva, un avvallamento sull'asfalto, che rende scivoloso il tratto di pista. Al sessantesimo giro vi è un contatto, alla seconda curva del Portier, tra Jenson Button e Pascal Wehrlein: la Sauber del tedesco viene ribaltata, e termina contro le barriere. Il pilota è incolume, ma la direzione di gara decide l'invio in pista della Safety Car. Al giro 64, in regime di vettura di sicurezza, l'altra Sauber, quella di Marcus Ericsson, termina contro le barriere alla santa Devota, proprio nel punto nel quale l'asfalto presenta dei problemi.
Alla ripartenza della gara i primi mantengono le posizioni, mentre Stoffel Vandoorne, che era decimo, passato da Sergio Pérez, termina la sua gara contro le protezioni, alla Rascasse. Pochi giri dopo, sempre nello stesso punto, il messicano colpisce la vettura di Daniil Kvjat, che è costretto al ritiro.
Sebastian Vettel riporta alla vittoria la Ferrari nel Gran Premio di Monaco dopo 16 anni. Inoltre, per la casa di Maranello, si tratta della prima doppietta dal Gran Premio di Germania 2010.

### Risultati
I risultati del Gran Premio sono i seguenti:
| Pos | Nº | Pilota            | Costruttore               | Giri | Tempo/Ritiro              | Griglia | Punti |
| --- | -- | ----------------- | ------------------------- | ---- | ------------------------- | ------- | ----- |
| 1   | 5  | Sebastian Vettel  | Ferrari                   | 78   | 1h44'44"340               | 2       | 25    |
| 2   | 7  | Kimi Räikkönen    | Ferrari                   | 78   | +3"145                    | 1       | 18    |
| 3   | 3  | Daniel Ricciardo  | Red Bull Racing-TAG Heuer | 78   | +3"745                    | 5       | 15    |
| 4   | 77 | Valtteri Bottas   | Mercedes                  | 78   | +5"517                    | 3       | 12    |
| 5   | 33 | Max Verstappen    | Red Bull Racing-TAG Heuer | 78   | +6"199                    | 4       | 10    |
| 6   | 55 | Carlos Sainz Jr.  | Toro Rosso                | 78   | +12"038                   | 6       | 8     |
| 7   | 44 | Lewis Hamilton    | Mercedes                  | 78   | +15"801                   | 13      | 6     |
| 8   | 8  | Romain Grosjean   | Haas-Ferrari              | 78   | +18"150                   | 8       | 4     |
| 9   | 19 | Felipe Massa      | Williams-Mercedes         | 78   | +19"445                   | 14      | 2     |
| 10  | 20 | Kevin Magnussen   | Haas-Ferrari              | 78   | +21"443                   | 11      | 1     |
| 11  | 30 | Jolyon Palmer     | Renault                   | 78   | +22"737                   | 16      |       |
| 12  | 31 | Esteban Ocon      | Force India-Mercedes      | 78   | +23"725                   | 15      |       |
| 13  | 11 | Sergio Pérez      | Force India-Mercedes      | 78   | +49"089                   | 7       |       |
| Rit | 26 | Daniil Kvjat      | Toro Rosso                | 71   | Collisione con S.Pérez    | 9       |       |
| Rit | 18 | Lance Stroll      | Williams-Mercedes         | 71   | Freni                     | 17      |       |
| Rit | 2  | Stoffel Vandoorne | McLaren-Honda             | 66   | Incidente                 | 12      |       |
| Rit | 9  | Marcus Ericsson   | Sauber-Ferrari            | 63   | Incidente                 | 19      |       |
| Rit | 22 | Jenson Button     | McLaren-Honda             | 57   | Collisione con P.Wehrlein | PL      |       |
| Rit | 94 | Pascal Wehrlein   | Sauber-Ferrari            | 57   | Collisione con J.Button   | 18      |       |
| Rit | 27 | Nico Hülkenberg   | Renault                   | 15   | Cambio                    | 10      |       |

## Classifiche mondiali

### Piloti
| Pos | Pilota           | Punti |
| --- | ---------------- | ----- |
| 1   | Sebastian Vettel | 129   |
| 2   | Lewis Hamilton   | 104   |
| 3   | Valtteri Bottas  | 75    |
| 4   | Kimi Räikkönen   | 67    |
| 5   | Daniel Ricciardo | 52    |
| 6   | Max Verstappen   | 45    |
| 7   | Sergio Pérez     | 34    |
| 8   | Carlos Sainz Jr. | 25    |
| 9   | Felipe Massa     | 20    |
| 10  | Esteban Ocon     | 19    |
| 11  | Nico Hülkenberg  | 14    |
| 12  | Romain Grosjean  | 9     |
| 13  | Kevin Magnussen  | 5     |
| 14  | Pascal Wehrlein  | 4     |
| 15  | Daniil Kvjat     | 4     |

### Costruttori
| Pos | Costruttore          | Punti |
| --- | -------------------- | ----- |
| 1   | Ferrari              | 196   |
| 2   | Mercedes             | 179   |
| 3   | Red Bull-TAG Heuer   | 97    |
| 4   | Force India-Mercedes | 53    |
| 5   | Toro Rosso           | 29    |
| 6   | Williams-Mercedes    | 20    |
| 7   | Renault              | 14    |
| 8   | Haas-Ferrari         | 14    |
| 9   | Sauber-Ferrari       | 4     |

## Decisioni della FIA
Al termine della gara Jenson Button viene penalizzato di tre posizioni sulla griglia di partenza della prossima gara a cui prenderà parte, in quanto ritenuto colpevole del contatto avvenuto con Pascal Wehrlein al 60º giro. Il campione del mondo 2009 subisce anche una decurtazione di due punti dalla Superlicenza.
Sergio Pérez viene invece penalizzato di dieci secondi sul tempo di gara e di due punti sulla Superlicenza per aver causato una collisione con Daniil Kvjat al 71º giro. La sua posizione di arrivo non cambia.